# Guerre de la Grande Colère
Batailles du Beleriand
Batailles
Batailles du Beleriand
- Première bataille (1497 A.A.)
- Dagor-nuin-Giliath
- Dagor Aglareb (60)
- Dagor Bragollach (455)
- Nírnaeth Arnoediad (472)
- Nargothrond (495)
- Second Massacre fratricide (506-507)
- Gondolin (510)
- Guerre de la Grande Colère

La Guerre de la Grande Colère (en anglais : War of Wrath) appartient au légendaire de l'écrivain britannique J. R. R. Tolkien. C'est un conflit majeur, qui dure quarante-deux ans et se termine par la victoire des Valar sur Morgoth qui est définitivement vaincu et jeté hors des Cercles du Monde. Cet évènement met fin au Premier Âge de la Terre du Milieu.

## Origines
Manwë Sulimo, le grand roi d'Arda, n'ignorait rien des souffrances des peuples Elfes, Hommes et Nains de la Terre du Milieu. Les Valar se souviennent des dégâts causés par la première des guerres qu'ils ont entrepris contre Morgoth, dans sa forteresse d'Utumno. On ne sait pas pourquoi le discours d'Eärendil décida enfin les Valar à agir. Peut-être qu'ils ont réalisé qu'ils devaient faire la même chose pour les Hommes que pour les Elfes : les sortir de l'ombre du Seigneur des Ténèbres.
Quoi qu'il en soit, Eärendil réussit ce qu'aucun autre n'aurait pu réussir. Les armées des seigneurs de l'ouest se mirent en marche.

### Le voyage d'Eärendil
Beaucoup avant Eärendil ont essayé de trouver le chemin de Valinor. Lui seul réussit, parce que tel était son destin ou grâce au Silmaril qu'il portait au front, nul ne le sait. Une fois arrivé au pays des Valar, il plaida pour les Elfes et les Hommes devant le Conseil des Valar. Son discours les toucha et les décida enfin à agir contre leur ennemi de toujours.

## L'arrivée de l'armée des Valar

### La guerre
Les Vanyar et les Noldor de Valinor prirent les armes et, dit-on, furent l'armée la plus belle d'Arda, tant la blancheur de leurs armures et de leurs étendards était resplendissante. Ils passèrent les Pelóri par le Taniquetil entre autres, puis se dirigèrent au nord vers les terres désertiques. Ensuite ils bifurquèrent vers l'est pour atteindre la Terre du Milieu.
Elle dura quarante-deux ans. On dit que lorsque Morgoth fit jaillir ses armées de sa forteresse, la plaine d'Anfauglith ne suffisait pas à les contenir. Au début de la guerre, les armées de l'Ouest aux côtés des Edain, des Noldor et des Sindar du Beleriand, eurent vite le dessus face aux armées du Nord composées de Balrogs, d'Orques et d'Orientaux (les humains qui s'étaient rangés du côté de l'Ennemi durant les Nírnaeth Arnoediad). Mais lorsque Morgoth envoya ses autres atouts, les Dragons, les flammes de ces derniers firent grandement reculer d'Angband le front des armées. C'est ainsi que tous les oiseaux entrèrent dans la bataille. Thorondor, roi des Aigles, commandait les oiseaux, et c'est d'eux que vint le salut de l'armée des Valar. Eärendil blessa mortellement Ancalagon, le plus grand des Dragons. Il tomba sur les pics du Thangorodrim qu'il brisa dans sa chute.

### La chute de Morgoth
Lorsque les armées des Valar entrèrent enfin dans Angband, Eönwë, héraut de Manwë marcha à leur tête. Morgoth s'enfuit devant lui. Lorsqu'il arriva tout au fond des noires cavernes qu'il avait lui-même fait creuser, il se rendit et implora la pitié des Valar. Il ne l'obtint pas cette fois et en réponse de quoi on l'enchaîna et on lui coupa les pieds et les jambes. Il fut éjecté dans le Néant et le Vide, les cercles extérieurs du monde pour ne plus jamais y revenir avant la fin d'Arda. À cet effet, Eärendil monte depuis ce jour la garde dans les cieux avec son navire volant et son Silmaril. Néanmoins, Sauron gagna la pitié d'Eönwë en reconnaissant ses fautes. Cependant, il ne se présenta pas devant les Valar pour leur présenter le même discours et être jugé, comme le demandait Eönwë, mais s'enfuit par choix. Il finit par rejoindre le Mordor et s'y installer. De là, il sombra de nouveau progressivement dans l'ombre.

## Conséquences de la Guerre de la Grande Colère

### Fin de la Quête desSilmarils(Le Silmarillion)
Les Silmarils sont repris à Morgoth, mais les deux fils de Fëanor survivants, Maedhros et Maglor, s'introduisirent la nuit dans le camp de l'armée des Valar et dérobèrent les deux Silmarils restant. Eönwë ordonna de les laisser s'enfuir et de ne pas les poursuivre, déclarant que les fils de Fëanor n'avaient plus aucun droit sur les Silmarils (à cause de leurs méfaits) et qu'ils ne pourraient les conserver longtemps, rattrapés par leur destin. Par la suite, Maedhros se jeta dans une crevasse volcanique avec un des Silmarils, lui brûlant la main depuis le vol, tandis que Maglor partit vers l'Est en chantant sa douleur, après avoir jeté son Silmaril dans la mer en subissant le même sort que son frère, et nul ne le revit jamais plus. Les Silmarils furent à jamais perdus pour les Elfes, les Hommes et les Valar, hormis celui d'Eärendil qui brille dans les cieux sur son navire, Vingilot. Ainsi, les joyaux furent répartis dans les trois principaux éléments (l'air, le feu et l'eau).

### Submersion du Beleriand et début d'un nouvel Âge
Les puissances déchaînées par la violence des combats et la colère des Valar étaient telles qu'une faille se forma sur le Beleriand et que la Mer extérieure s'y engouffra. Les terres du Beleriand sont presque complètement englouties sous les eaux, à l'exception du Lindon, qui deviendra le refuge des Elfes à l'Ouest de la Terre du Milieu au Deuxième Âge et Troisième Âge d'abord sous le gouvernement de Gil-galad, Haut-Roi des Noldor, puis de Círdan le Charpentier.

## Critique et analyse
La version du Silmarillion est parfois en contradiction avec d'autres textes de la même époque, publiés dans l'Histoire de la Terre du Milieu, tels que « L'Esquisse de la Mythologie », ou encore la « Quenta ».

## Adaptations et héritages
La Guerre de la Grande Colère n'a pas été adaptée à la télévision, au cinéma ou à la radio, bien que la série Le Seigneur des Anneaux : Les Anneaux de Pouvoir y fasse allusion dans son introduction. Elle a néanmoins pu inspirer les dessinateurs, en particulier l'affrontement entre Eärendil et Ancalagon le Noir.
Elle a cependant influencé quelques groupes de musique : Blind Guardian y fait référence dans les paroles du morceau War of wrath sur l'album Nightfall in Middle-Earth, Battlelore sur l'album Sword's Song et Ainur sur l'album From Ancient Times.